# Lingua venetica
La lingua venetica, da non confondersi con l'attuale lingua veneta, era una lingua indoeuropea parlata dagli antichi Veneti, popolazione stanziata nell'Italia Nordorientale. Della lingua ci sono pervenute iscrizioni che vanno dal VI secolo a.C. alle soglie dell'età romana, nel II secolo a.C. Esempi isolati sembrano prolungarne l'uso nel culto fino al II secolo d.C.

## Le iscrizioni
Del Venetico restano iscrizioni che provengono in primo luogo da Este, considerato il centro principale della civiltà, e poi da Lagole, Padova, Vicenza e dalla valle del Piave, ma anche da Trieste e dalla Carinzia. L'ampia area di diffusione ha portato alla formazione di alcune varietà locali, come il venetico alpino, il venetico di Este e il venetico di Padova. Le iscrizioni riguardano soprattutto oggetti votivi o steli funerarie.

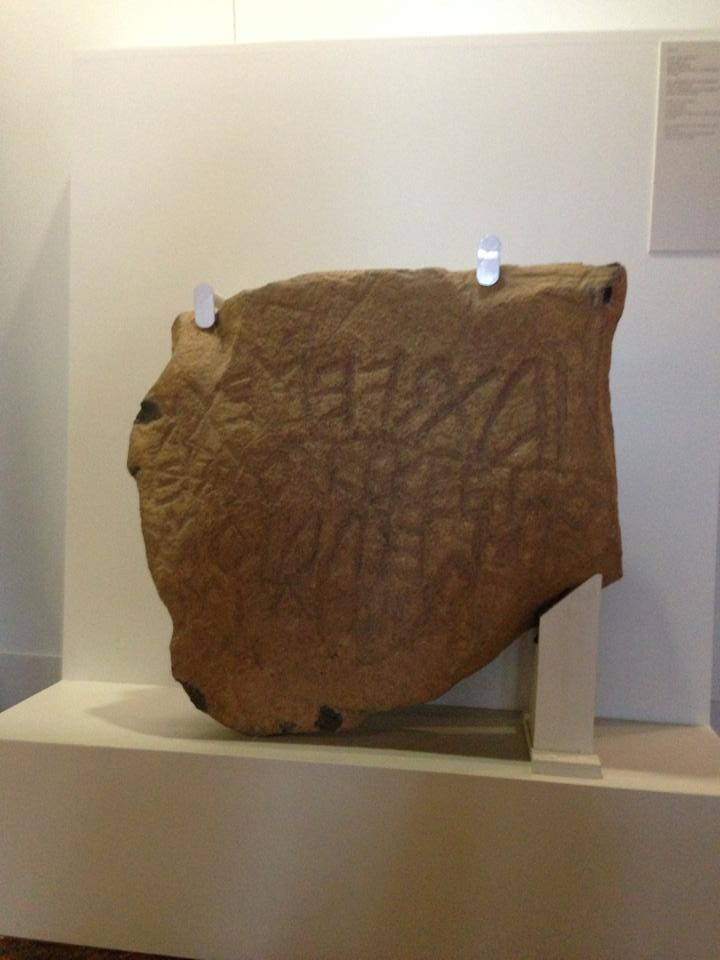
Incisioni venetiche sulla Stele di Isola Vicentina, (IV a.C.)

Come già detto, il venetico sopravviveva ancora in età romana. Da ricordare, in questo senso, i reperti recentemente rinvenuti sul monte Calvario, ad Auronzo di Cadore: si tratta di oggetti e lamine con iscrizioni del II secolo che evidenziano una mescolanza di elementi latini e venetici.
Gli sloveni Jožko Šavli, Matej Bor e Ivan Tomažič hanno sviluppato una singolare ipotesi, detta teoria veneta, secondo la quale gli odierni sloveni sarebbero i più diretti eredi dei parlanti venetico, tanto da aver proposto la traduzione di alcune iscrizioni venetiche in sloveno arcaico e moderno.
Secondo invece la comunità scientifica - compresa quella slovena - le supposte somiglianze tra il venetico e lo sloveno, sono dovute in parte all'appartenenza dei due idiomi alla famiglia indoeuropea ed in gran parte a forzature d'interpretazione degli scarni testi venetici in nostro possesso, e sono come tali destituite di fondamento.
Va inoltre considerato, quando si vuole accostare al venetico una specifica lingua slava, come lo sloveno, che questa lingua non si è formata in un'area di prossimità o di contatto con l'area veneta, ma a migliaia di km di distanza. Infatti, all'epoca in cui nel moderno Veneto si parlava il venetico, gli antenati degli sloveni vivevano ancora nell'area compresa tra le attuali Polonia e Bielorussia, e solo molti secoli dopo la totale estinzione della lingua venetica (avvenuta tra il I e II secolo d.C.), ossia tra la fine del VI sec. e il VII secolo d.C., le prime tribù slave giunsero nei Balcani, dove all'epoca si parlavano dialetti del latino o tuttalpiù, in forma residuale, parlate illiriche o celtiche.
Gli autori della Teoria Veneta affermano che nei testi dell'epoca (romani e greci) non viene descritta nessuna migrazione di Sloveni nei Balcani, ma solo di Bulgari, Croati e Serbi (perlopiù soldati reclutati da Bisanzio per sedare la rivolta dei contadini residente sulla penisola balcanica) che si sarebbero poi slavizzati tra la maggioranza del popolo residente..

## L'alfabeto

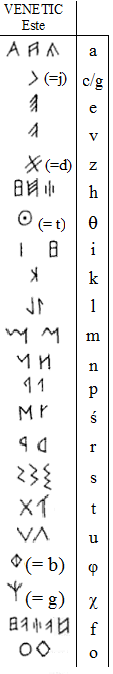
Alfabeto venetico di Este

L'alfabeto usato dai veneti deriva dall'alfabeto nord-etrusco, sebbene siano riscontrabili delle particolarità specialmente nella zona di Este e Padova. Fu introdotto nel periodo 550-450 a.C., con le inevitabili difficoltà insite nel mutuare un alfabeto usato per un altro sistema linguistico: ad esempio, la lingua etrusca non possedeva le occlusive sonore (/b/, /d/ e /g/), e dunque gli originari segni etruschi ad esse corrispondenti erano ormai in disuso. I Paleoveneti, dunque, per quei suoni dovettero utilizzare rispettivamente i segni greci φ, z e χ, come si vede nell'esempio di testo riportato qui sotto.
L'alfabeto latino usato dai Romani cominciò invece ad affiancarsi a quello veneto attorno al 100 a.C. Molte lettere dell'alfabeto latino risultano allora identiche a quelle venetiche, appena arrotondate o semplicemente rovesciate. Il venetico infatti si scriveva in modo bustrofedico, cioè con righe scritte alternativamente in direzioni opposte: da sinistra a destra in una riga, da destra a sinistra nella successiva.
Alcuni studiosi ipotizzano che l'alfabeto runico derivi da quello venetico.
| Modello fenicio  |   |  |   |  |   |   |   |   |   |   |   |   |   |   |  |  |   |   |  |   |   |   |   |  |   |   |   |   |
| Etrusco Arcaico  |   |  |   |  |   |   |   |   |   |   |   |   |   |   |  |  |   |   |  |   |   |   |   |  |   |   |   |   |
| Neo-Etrusco      |   |  |   |  |   |   |   |   |   |   |   |   |   |   |  |  |   |   |  |   |   |   |   |  |   |   |   |   |
| Traslitterazione | a |  | c |  | e | v | z | h | θ | i | k | l | m | n |  |  | p | ś |  | r | s | t | u |  | φ | χ | f | o |
| IPA              | a |  | k |  | e | v | d | h | t | i | k | l | m | n |  |  | p | ʃ |  | r | s | t | u |  | b | g | f | o |

## La lingua
Il venetico era una lingua di "tipo centum". Sulla sua relazione esatta con altre lingue indoeuropee si sta ancora indagando, ma la maggior parte degli studiosi concorda che potrebbe ricondursi alle lingue italiche (e in particolare a quelle latino-falische, stando una presunta, notevole parentela col latino). Tuttavia, poiché ha diverse affinità, seppur in minor numero,  anche con altre branche indoeuropee occidentali (in particolare con le lingue celtiche e germaniche), alcuni linguisti preferiscono considerarla una lingua indoeuropea indipendente.
Come rammenta Roberto Guerra nel suo studio sulle "Antiche popolazioni dell'Italia preromana", il venetico, parlato nell'area del Veneto e del Friuli, presentava notevoli somiglianze con il latino.
Il venetico aveva circa sei o sette casi nominali e quattro coniugazioni (analogamente al latino). Sono note circa 60 parole, ma alcune sono prestiti dal latino o dall'etrusco. Molte vengono considerate di origine indoeuropea, p. es. fraterei < PIE *bhraterei = al fratello.

### Esempi
Primo reperto:
- iscrizione venetica: meχozona.s.to.e.φ.vhaφa.i.t?śa p|ora.i.o.p io|roφo.s.[9]

Secondo Giovan Battista Pellegrini, il testo è da interpretare come segue:
- (ven) mego donasto ebfa Fabaitśa Porai op iorobos[9]
- (LA)  me donavit ex voto (?) Fabatia Porae ob horna
- (IT)  mi donò come ex voto Pora Fabatia

Secondo reperto: 
- iscrizione venetica: MEGODONASTOS'AINATEIREITIAIPORAIEGETORA(AIMOIKELOUDEROBOS

Secondo Giovan Battista Pellegrini, il testo è da interpretare come segue:
- ven. MEGO DONASTO S'AINATEI REITIAI PORAI EGETORA (A)IMOI KE LOUDEROBOS
- lat. ME DONAVIT SANANTI REITIAE PORAE EGETORAE PRO AIMO QUE LIBERIS
- it. Mi donò alla sanante Reitia pora (epiteto) Egetora (la donna che fa il voto) per Aimo e per i figli.[10]

Terzo reperto: Valle di Cadore, manici di brocca, verso originale da dx a sx.
- iscrizione venetica: EIKGOLTANOSDOTOLOUDERAIKANEI

Secondo Giovan Battista Pellegrini, il testo è da interpretare come segue:
- ven. EIK GOLTANOS DOTO LOUDERAI KANEI
- lat. HIC GOLTANUS DEDIT LIBERAE CARAE
- it. questo dono Goltano diede alla cara Libera (divinità).[11]

### La "puntuazione"
Una interessante caratteristica della scrittura venetica (presente sporadicamente anche in qualche testo etrusco) è la cosiddetta "puntuazione", vale a dire la messa in evidenza di alcune lettere contrassegnate da un punto prima e uno dopo (se ne vedono alcuni casi nell'esempio sopra riportato). Sostanzialmente, venivano "puntuate" le consonanti non seguite da vocali (per esempio, in zona.s.to, la s seguita immediatamente dalla consonante t) e le vocali non precedute da consonanti (per esempio, in .o.p, il suono o all'inizio di parola). Questa curiosa usanza è importante per la storia dell'alfabeto, in quanto fa vedere come l'alfabeto etrusco-venetico, proveniente (attraverso quello greco) da quello, semitico, del fenicio, fosse dai suoi utenti considerato ancora, al pari di quest'ultimo, più "sillabico" (abugida) che propriamente alfabetico, per cui ogni lettera veniva considerata in realtà una sillaba di forma CV (consonante + vocale), per la qual cosa i segni impiegati in modo diverso (col valore solo di V o di C) andavano considerati "particolari" e come tali da evidenziare.
Vi è da sottolineare che le più antiche iscrizioni venetiche non sono puntate, come quella di Lozzo Atestino: alkomnometlonsikosenogenesvilkenishorviontedonasan.
Secondo lo studioso A.L. Prosdocimi la puntuazione è legata alla prassi dell'insegnamento nelle scuole scrittorie.